# Lysimachia monelli
Lysimachia monelli, anteriormente llamada Anagallis monelli, es una especie de la familia Primulaceae. 

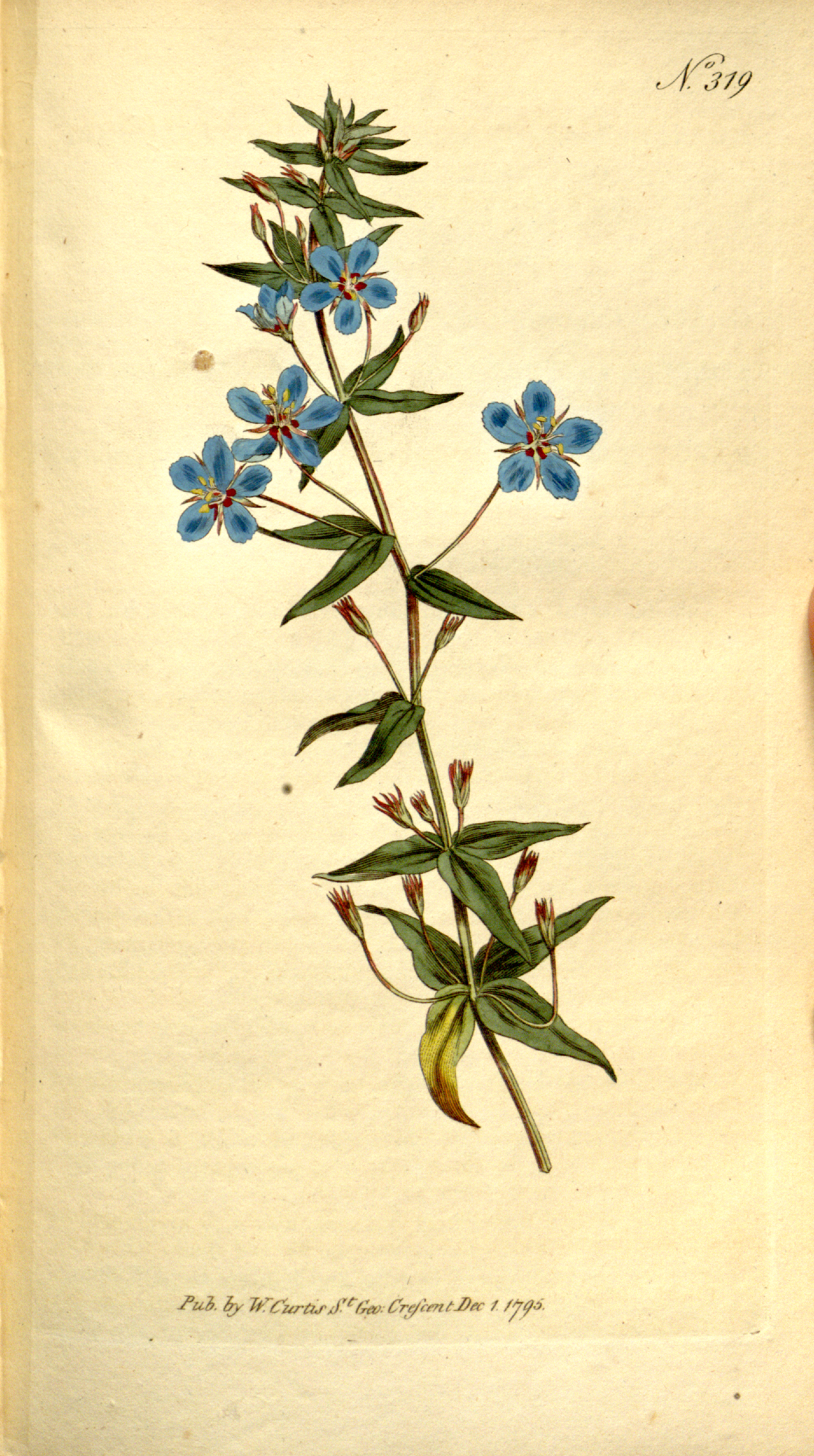
Ilustración

## Descripción
Es una planta perenne que alcanza hasta 30 cm. Tallos ascendentes a erectos, frecuentemente con pequeños racimos estériles en las axilas de las hojas. Las hojas son estrechas, opuestas, raramente 3 en verticilo, sésiles, lineares lanceoladas, de 6-15 mm de largo y 2-6 mm de ancho, glabras. Las flores con pedúnculo de 2-5 cm de largo en las axilas de las hojas superiores son de color azul intenso o naranja. El cáliz está dividido hasta la base en 5 partes, más corto que la corola de 1-2 cm de ancho. El tubo es muy corto, con los 5 pétalos ovalados extendidos radialmente. Los pétalos se encuentran retorcidos en el capullo. Tiene 5 estambres, de base púrpura o con pubescencia amarilla. Ovario súpero, al madurar convertido en una cápsula esférica de hasta 7 mm de largo. Florece en primavera.

## Distribución y hábitat
Se encuentra en pinares, laderas pedregosas y dunas costeras, en Cerdeña, Sicilia, Portugal y en España en el sur, muy común en las zonas costeras de la provincia de Cádiz, sureste y centro de la península. 

## Taxonomía
Anagallis monelli fue descrita por Carlos Linneo y publicado en Species Plantarum 1: 148–149. 1753.
Etimología
Anagallis: nombre genérico que deriva de las palabras griegas, ana = "nuevo", y agallein = "para deleitarse" ya que las flores se abren cada vez que el sol incide sobre ellas y podemos disfrutarlas de nuevo cada día.
monelli: epíteto otorgado por Linneo en honor del horticultor francés Jean Monelle.
Sinonimia
NOTA: Los nombres que presentan enlaces son sinónimos en otras especies: 
- Anagallis angustifolia Salisb.
- Anagallis linifolia L.
- Anagallis lusitanica Schmidel
- Anagallis fruticosa Pourr.
- Anagallis hispanica Samp.
- Anagallis sessilis Salzm. ex Duby
- Anagallis thymifolia Pourr.
- Anagallis monelli linifolia Lange
- Anagallis webbiana Penny ex Loudon
- Lysimachia monelli (L.) U.Manns & Anderb. (2009)

## Nombres comunes
- Anagálide, cantarillo, centaura real, centaurea real, centáurea real, murage angosto, muraje de hoja de lino, muraje de hoja estrecha.[7]